# هوراس إل. ماكبرايد
هوراس إل. ماكبرايد (بالإنجليزية: Horace L. McBride)‏ هو عسكري أمريكي، ولد في 29 يونيو 1894 في ماديسون في الولايات المتحدة، وتوفي في 14 نوفمبر 1962 في أورلاندو في الولايات المتحدة.